# Laysla de Oliveira
Laysla de Oliveira (Toronto, 11 de janeiro de 1992) é uma atriz canadense de ascendência brasileira. Ela é conhecida por seus papéis como Cruz Manuelos em Operação: Lioness,Veronica em Guest of Honor, Becky DeMuth em Campo do Medo e como Dodge na série de televisão da Netflix Locke & Key.

## Filmografia

### Cinema
| Ano  | Título                              | Papel          | Notas              |
| ---- | ----------------------------------- | -------------- | ------------------ |
| 2013 | Gothica                             | Tessa          | Filme de televisão |
| 2016 | Onto Us                             | Maria          | Filme curto        |
| 2016 | An American Girl: Lea To The Rescue | Paula Ferreira |                    |
| 2017 | Jalen Vs. Everybody                 | Angela         | Filme de televisão |
| 2018 | Acquainted                          | Emma           |                    |
| 2018 | One By One                          | Lita           |                    |
| 2019 | Guest of Honour                     | Veronica       |                    |
| 2019 | Business Ethics                     | Rosa           |                    |
| 2019 | Campo do Medo                       | Becky DeMuth   | Papel Principal    |
| 2019 | Code 8                              | Maddy          |                    |

### Televisão
| Ano           | Título            | Papel           | Notas                                                         |
| ------------- | ----------------- | --------------- | ------------------------------------------------------------- |
| 2010          | iZombie           | Zoe Ward        | Episódio: "Don't Hate the Player, Hate the Brain"             |
| 2012          | Covert Affairs    | Johanna Peeters | Episódio: "Scary Monsters (and Super Creeps)"                 |
| 2013          | Nikita            | Bettina         | Episódio: "Brave New World"                                   |
| 2018–19       | The Gifted        | Glow            | Episódio: "AfterMath" Episódio: "MeMento" Episódio: "TeMpted" |
| 2020–presente | Locke & Key       | Dodge/Echo      | Papel Principal                                               |
| 2023-presente | Operação: Lioness | Cruz Manuelos   | Papel Principal                                               |